# آني هيونتيك والاسكي
آني هيونتيك والاسكي (بالإنجليزية: Ani Hyuntikwalaski)‏ كائنات الرعد التي تسبب النار المشتعلة في شجرة الجميز المجوفة. وهي أصل حكايات النار عند هنود أمريكا الشمالية.

## معرض صور

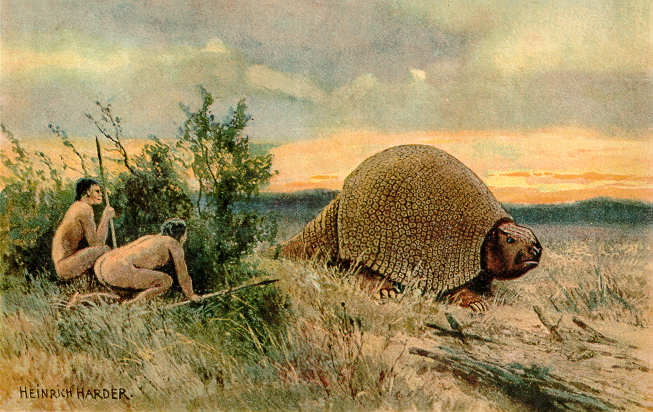
رسم توضيحي للسكان الأصليين وهم يصطادون غليبتودون.
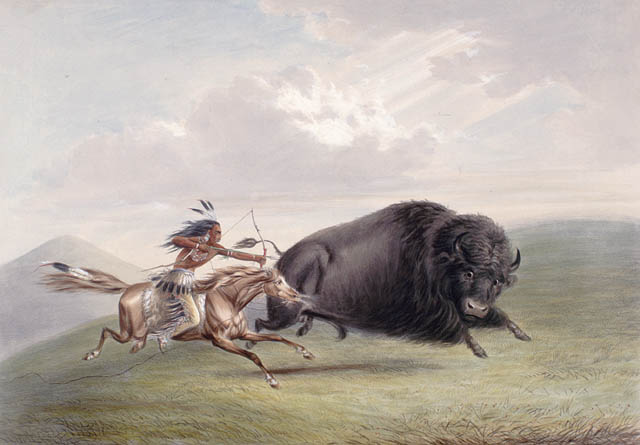
مطاردة البيسون يصورها جورج كاتلين.
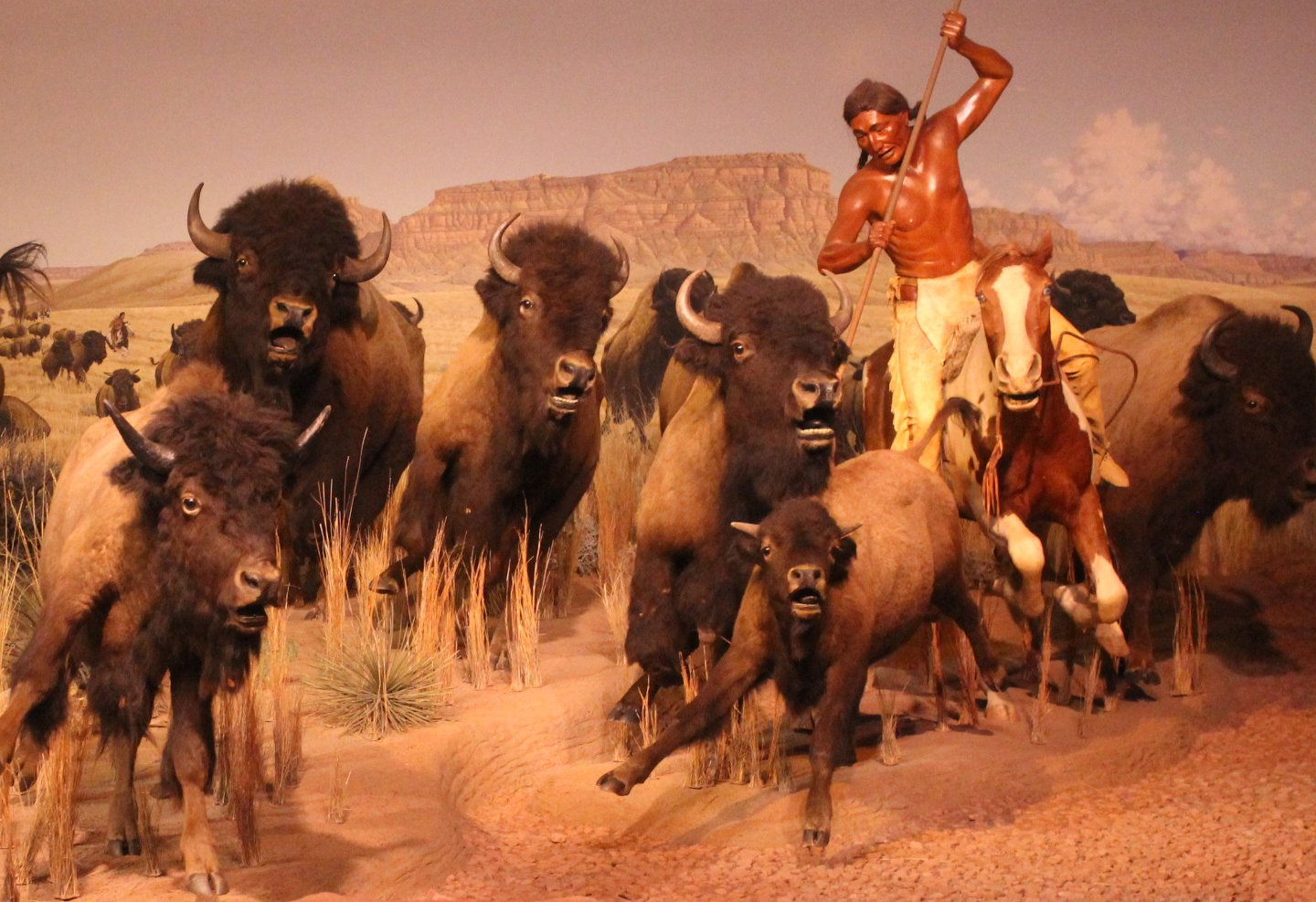
مطاردة حيوان البيسون من قبل أحد السكان الأصليين.
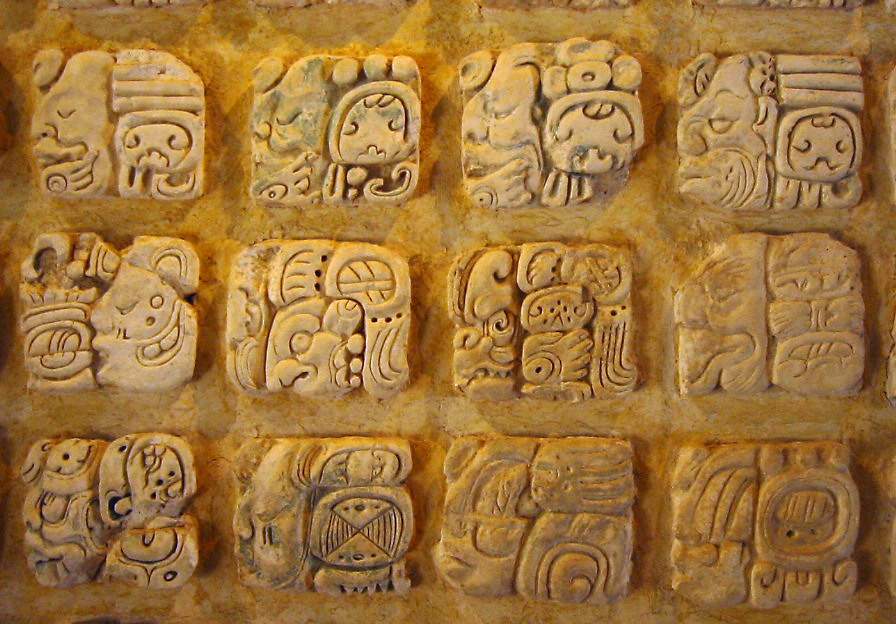
صورعلى الجص من المايا في متحف Sitio في بالينكو، المكسيك.
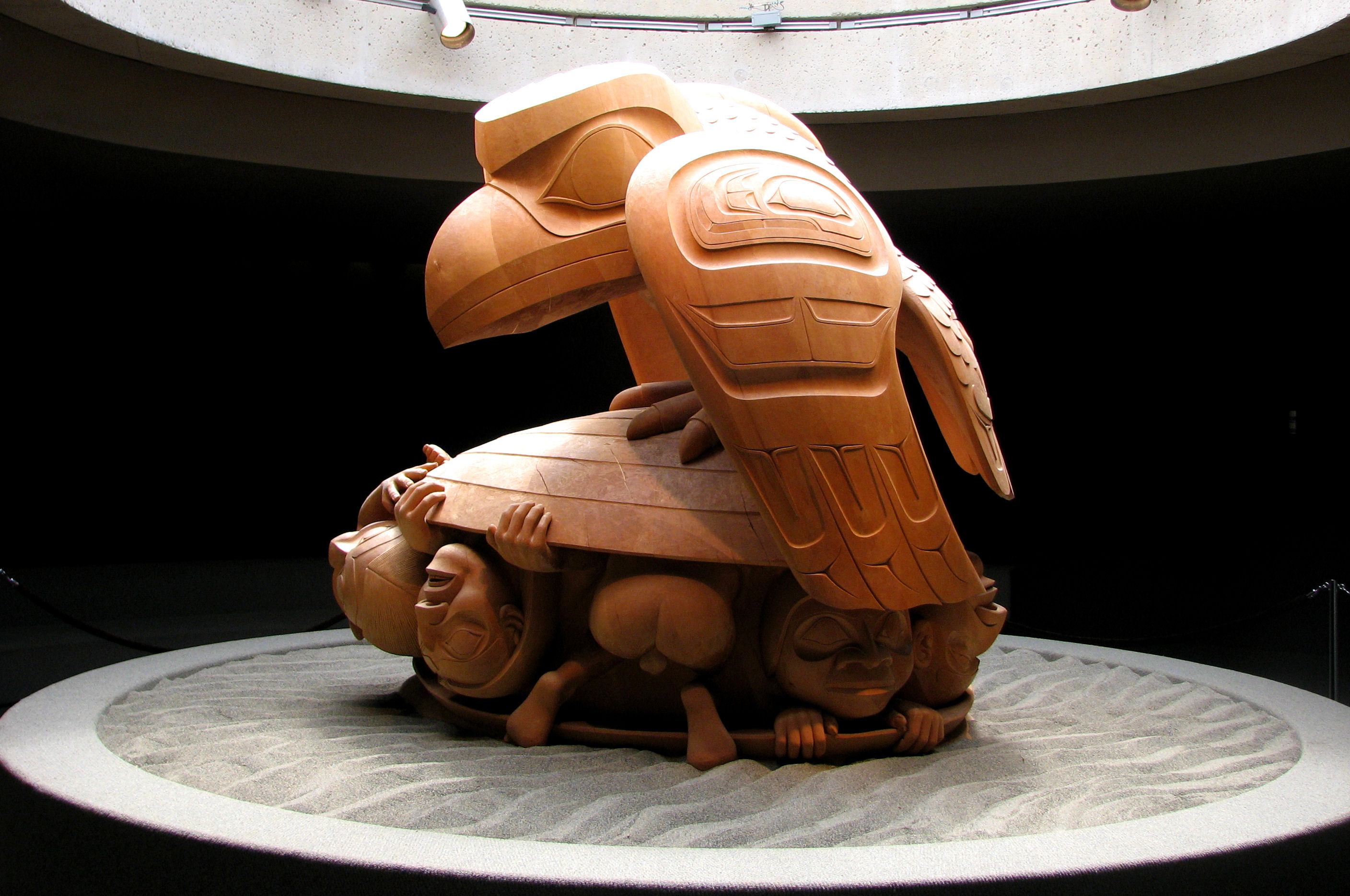
الغراب والرجل الأول. يمثل الغراب شخصية المحتال المشترك في العديد من الأساطير.